# Torny
Torny är en kommun i distriktet Glâne i kantonen Fribourg, Schweiz. Kommunen skapades den 1 januari 2004 genom sammanslagningen av kommunerna Middes och Torny-le-Grand. Torny hade 1 082 invånare (2023).